# Melchior Joachim de Meuse
Melchior Joachim de Meuse, né le 28 septembre 1753 à Grave et mort le 2 décembre 1828 à Escharen, est un homme politique néerlandais.

## Biographie
Diplômé en droit de l'université de Reims, De Meuse devient avocat à Grave. Pendant la Révolution batave, il fait partie de la municipalité de la ville de 1795 à 1797/ Du 31 mars au 10 novembre 1796, il est député à l'assemblée nationale de la République batave en remplacement de Joannis Alexander Krieger, nommé à la commission constitutionnelle. Le 12 avril 1798, il est nommé conseiller à la cour d'assise du département du Dommel à Bois-le-Duc.